# Any Way You Want It
Any Way You Want It – piosenka rockowa zespołu Journey, wydana w 1980 roku jako singel promujący album Departure.

## Powstanie
Piosenka została stworzona przez Steve'a Perry'ego i Neala Schona podczas jazdy autobusem koncertowym. Wówczas to Schon grał na gitarze akustycznej, a Perry śpiewał. Reszta zespołu podchwyciła piosenkę i nagrano ją w studio. Pierwotnie w procesie nagrania planowano użyć melotronu, jednak instrument okazał się uszkodzony.

## Odbiór
Singel zdobył w Wielkiej Brytanii status srebrnej płyty.
| Lista             | Pozycja | Źródło |
| ----------------- | ------- | ------ |
| Kanada            | 50      | [ 3 ]  |
| Stany Zjednoczone | 23      | [ 1 ]  |
| Wielka Brytania   | 161     | [ 4 ]  |

## Wykorzystanie
Utwór był coverowany m.in. przez Rise Against (2003), Mary J. Blige, Constantine'a Maroulisa i Julianne Hough (2012) oraz Pentatonix (2015).
Piosenka została wykorzystana w filmach Golfiarze (1980) i Aniołki Charliego: Zawrotna szybkość (2003), a także w serialu „Simpsonowie” (1996, odc. Syn pana Burnsa). Utwór pojawił się także w reklamie ubezpieczenia PGR.